# Fernando Mendes (cyclisme)
Pour les articles homonymes, voir Fernando Mendes.
Fernando Mendes est un ancien coureur cycliste portugais né le 15 septembre 1946 à Rio Meão et décédé le 2 octobre 2001 à Porto.  
Grand rival mais néanmoins ami de Joaquim Agostinho, son palmarès reste essentiellement lusitain. Coureur complet, il domine le cyclisme national et laisse l'international à Agostinho. Néanmoins cela ne l'empêche pas de s'illustrer dans certaines grandes épreuves de renom (il termine par exemple sixième du Tour d'Espagne 1975).

## Équipes
- 1965 :  Ovarense
- 1966 - 1970 :  Benfica
- 1970 :  Flandria - Mars
- 1971 :  Benfica
- 1972 :  Benfica - Mercury
- 1972 :  Flandria - Beaulieu
- 1973 :  Benfica - Mercury
- 1973 :  Flandria - Carpenter
- 1974 :  KAS - Kaskol
- 1974 :  Benfica - Banco Fernandes Magalhaes
- 1975 :  Benfica
- 1975 :  Frisol - G.B.C.
- 1976 - 1977 : Teka
- 1978 - 1979 : FC Porto
- 1981 :  Sem - France Loire

## Palmarès
| - 1966 - 9e étape du Tour du Portugal - Circuit de Cartaxo - 1967 - Champion du Portugal de poursuite par équipes - Classique de Lisbonne - 3e du championnat du Portugal sur route - 1968 - Grand Prix EFS-Casal : - Classement général - 2ea étape - 3e étape du Grand Prix Philips - Grand Prix de Porto - 4eb et 5eb étapes du Grand Prix du Portugal - Grand Prix Robbialac : - Classement général - 2ea, 2eb et 4eb étapes - 5e étape du Tour du Portugal - 2e de Porto-Lisbonne - 1969 - 2ea et 3e étapes du Grand Prix de Riopele - 8ea et 9e étapes du Tour du Portugal - Circuit de Malveira - 2e du championnat du Portugal sur route - 2e du championnat du Portugal de poursuite - 2e de Porto-Lisbonne - 2e du Grand Prix de Riopele - 2e du Tour du Portugal - 1970 - Grand Prix EFS-Casal : - Classement général - 4e et 5e étapes - Grand Prix Philips : - Classement général - 3e étape - Grand Prix de Riopele : - Classement général - 4e étape - 9e étape du Grand Prix Robbialac - Circuit de Caldas da Rainha - 2e du Grand Prix Robbialac - 1971 - Grand Prix de Riopele : - Classement général - 1rea et 2e - Circuit de Caldas da Rainha - Porto-Lisbonne - 2e du championnat du Portugal sur route - 1972 - Grand Prix Nocal - Classique de Lisbonne - Classique de Olival Basto - Porto-Lisbonne - 2e du championnat du Portugal sur route | - 1973 - 3ea et 4e étapes du Tour du Portugal - 2 jours de Figueira da Foz - Circuit de Malveira - Circuit des Champions - Circuit de Pinheiro de Loures - Classique de Lisbonne - Porto-Lisbonne - 1974 - Champion du Portugal sur route - Champion du Portugal du contre-la-montre - Champion du Portugal de cyclo cross - Grand Prix Curado : - Classement général - 1re étape - Grand Prix de Lisbonne - Tour des Açores - Tour du Portugal : - Classement général - 11e et 15eb étapes - 1re étape du Tour de Saint-Miguel - Classique de Lisbonne - Classique de Lumiar - Classique du Stade de la Luz - Classique de São João das Lampas - 2e du Tour de Saint-Miguel - 1975 - Championnat du Portugal sur route - Champion du Portugal du contre-la-montre - Champion du Portugal de cyclo cross - 3e étape du Grand Prix Clock - Rapport Toer : - Classement général - 2e, 11e et 16e étapes - Circuit de Cartaxo - Circuit de Cascais - Circuit de Sacavem - 2e du Grand Prix Clock - 6e du Tour d'Espagne - 1977 - 2e du Tour des vallées minières - 1978 - Championnat du Portugal sur route - Grand Prix Clock - Grand Prix Duas Rodas - 2e étape du Tour de l'Algarve - 11e étape du Tour du Portugal - Classique des 20 tours de Santarem - 2e du Tour de l'Algarve - 1980 - 1 étape du Tour du Portugal |  |

## Résultats sur les grands tours

### Tour de France
- 1972 : abandon
- 1973 : 18e
- 1975 : abandon
- 1977 : 27e
- 1981 : abandon

### Tour d'Espagne
- 1973 : 28e
- 1974 : 11e
- 1975 : 6e, vainqueur du classement des "Metas Volantes"
- 1976 : 20e
- 1977 : 13e

### Tour d'Italie
- 1976 : 17e

## Distinctions
- Cycliste de l'année du CycloLusitano en 1975